# العياصرة
العياصرة هي عشيرة أردنية بارزة مقرها في ساكب، ويرجع نسبهم إلى بني هاشم.

## الاسم
يعود اسم العياصرة إلى خربة عيصرة، وهي قرية قديمة كانت تقع بالقرب من ساكب خلال القرن السادس عشر. وقد أشارت السجلات العثمانية إلى كل من ساكب وعيصرة كجزء من ناحية عجلون التابعة لـلواء عجلون. في التعداد العثماني لعام 1538م، تم تسجيل 13 أسرة مسلمة في ساكب، وكان بها مسجد وإمام، بينما تم تسجيل 7 أسر مسلمة في عيصرة، مع وجود مسجد وإمام كذلك. وبمرور الزمن، اندمجت عيصره مع ساكب في أواخر القرن السادس عشر، وأصبحت اليوم جزءًا من الحي الشمالي في ساكب.
في عام 1816م، أشار الرحالة البريطاني جيمس سيلك بكنغهام إلى الموقع تحت اسم "عياصره"، ووصفه بوجود حجارة بناء كبيرة وبقايا فخار تدل على قدمه. كما أشار فردريك بيك في كتابه تاريخ شرق الأردن وقبائلها أن اسم العشيرة مشتق من موطنهم الأول، خربة عيصره، الواقعة بجوار ساكب.

## النسب
وهدان بيك هو جد العياصرة، وهو من سلالة النبي محمد ﷺ من الجيل الحادي والثلاثين.
«
وهدان بن خليفة بن سليمان بن عثمان بن سليمان بن سليم بن محمد بن علي بن حسن بن محمد بن إسماعيل بن علي بن يحيى بن ثابت بن علي بن أحمد بن علي بن الحسن بن علي بن محمد بن الحسن بن الحسين بن أحمد بن موسى بن إبراهيم بن موسى بن جعفر بن محمد بن علي بن الحسين, حفيد النبي محمد ﷺ.  
»

## شخصيات تاريخية

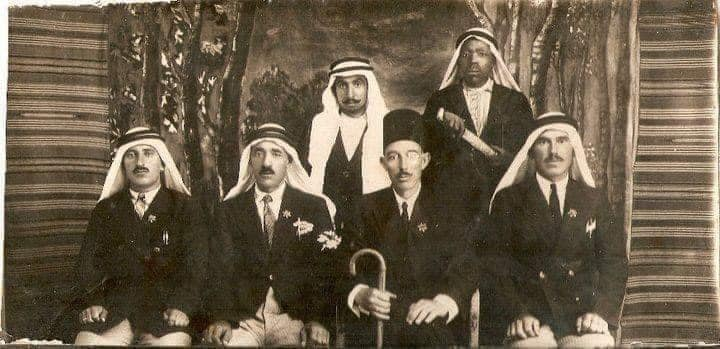
الشيخ شبلي الرجا العياصرة (الأول جالسًا يسار الناظر إلى الصورة) مع باقي أعضاء حكومة جرش المحلية في 2 أيلول عام 1920.

الشيخ شبلي الرجا العياصرة (1874–1960م)
يُعد الشيخ شبلي العياصرة من الشخصيات البارزة في تاريخ العائلة، حيث كان عضواً في حكومة جرش المحلية التي تأسست عام 1920م بعد سقوط الحكومة العربية في دمشق إثر معركة ميسلون. وقد ساهم هذا الحكم المحلي في إرساء الأمن والإدارة في شرق الأردن.
الشيخ رجا المصطفى العياصرة (1830–1916م)
كان الشيخ رجا العياصرة، والد الشيخ شبلي، شغل منصب مختار ساكب منذ عام 1860م بموجب فرمان عثماني، وظل في منصبه حتى اغتياله في أغسطس 1916م على يد قوات عسكرية عثمانية تابعة للاتحاديين بسبب دعمه العلني للثورة العربية الكبرى في يونيو 1916م. وقد قُتل في ديوانه بساكب.